# Zinalrothorn
Zinalrothorn – szczyt w Alpach Pennińskich, w masywie Obergabelhorn - Zinalrothorn. Leży w Szwajcarii w kantonie Valais. Nazwa szczytu pochodzi od wioski Zinal, chociaż miejscowości Täsch i Zermatt leżą bliżej szczytu. Weisshorn leży 5 km na północ, a Dent Blanche 7 km na zachód. Szczyt można zdobyć ze schronisk Rothornhütte (3198 m) lub Cabane du Mountet (2886 m). Lodowce pod szczytem to Glacier de Moming i Grenzgletscher.
Pierwszego odnotowanego wejścia dokonali Leslie Stephen, Florence Crauford Grove, Jakob Anderegg i Melchior Anderegg 22 sierpnia 1864 r. Pierwszego polskiego wejścia na szczyt dokonał Marian Smoluchowski z towarzyszami. Pierwszego zimowego wejścia dokonali Marcel Kurz i T. Theytaz 7 lutego 1914 r.